# Andrea Švojgrová
Andrea Švojgrová (* 18. listopadu 1981 Praha) je lékařka se specializací v oboru Rehabilitace a fyzikální medicína, která ve volbách do Senátu PČR v roce 2024 neúspěšně kandidovala jako nestranička s podporou Pirátů, hnutí SEN 21 a hnutí STAN v obvodu č. 41 – Benešov. Skončila na 4. místě v 1. kole voleb a nepostoupila tudíž ani do 2. kola.

## Život
Dětství strávila v Litoměřicích, je absolventkou Gymnázia Přípotoční. Vystudovala obor všeobecné lékařství na 2. lékařské fakultě Univerzity Karlovy v Praze. Více než deset let pracovala v nemocnici v Říčanech na interním a rehabilitačním oddělení. Od roku 2016 tam působila jako vedoucí lékařka rehabilitačního oddělení a od 2018 na pozici primářky rehabilitačního oddělení. Od roku 2022 pracuje v Masarykově nemocnici v Rakovníku, kde pomáhá budovat oddělení akutní rehabilitační péče.
Je lektorkou na katedře fyzioterapie Fakulty tělovýchovného lékařství Univerzity Karlovy, spoluzakládala Spolek mladých rehabilitačních lékařů. Je aktivní v edukaci prevence bolestí pohybového systému, specializuje se na poruchy pánevního dna. Snaží se o zvyšování veřejného povědomí o fibromyalgii. Zajímá se o problematiku postavení žen v postgraduálním vzdělávání lékařů.

### Osobní život
Je rozvedená, má dvě děti. Ve volném čase se věnuje plastikovému modelářství. Je dcerou Miroslava Jiránka, kandidáta do Senátu PČR v obvodu č. 29 – Litoměřice.

## Politické působení
Ve volbách do Senátu PČR v roce 2024 kandidovala jako nestranička za Piráty v obvodu č. 41 – Benešov. Podpořila ji též hnutí STAN a hnutí SEN 21. Se ziskem 12,45 % hlasů skončila na 4. místě, a senátorkou se tak nestala.